# 赤松氏置
赤松 氏置（あかまつ うじおき）は、安土桃山時代から江戸時代初期にかけての武将・旗本。名門守護大名・赤松氏の庶流七条氏の後裔。上総国下湯江陣屋を領した。対外的には石野氏を称した。

## 生涯
幼少の頃は外祖父・有馬則頼に養育されていた。元服後しばらくはかつての赤松氏嫡流に倣って義利と名乗った。
文禄元年（1592年）7月、則頼の紹介により名護屋城在陣中の徳川家康と対面し、家康に召されて近習として仕え始めた。文禄4年（1595年）、上総国天羽郡・周淮郡内に2150石余を得た。関ヶ原の戦いでは斥候の役を務め、この功績によって伊豆国修善寺に1000石を賜った。慶長6年（1601年）、御使番となる。
慶長17年（1612年）、駿府において死去。享年39。跡を嫡男・氏照が相続した。二男・氏信は徳川頼房（水戸藩）に仕えた。

## 系譜
- 父：赤松氏満（1553-1606）
- 母：有馬則頼娘
- 正室：内藤家長娘
- 生母不明の子女
  - 嫡男：石野氏照
  - 次男：石野氏信